# Vogau
Vogau är en ort och tidigare kommun i Österrike. Den ligger i distriktet Leibnitz i förbundslandet Steiermark.
Kommunen blev 1 januari 2015 en del av den nybildade kommunen Straß-Spielfeld, som ett år senare bytte namn till Straß in Steiermark.